# Charles-François Panard
Charles-François Panard o Pannard (Courville-sur-Eure, 2 novembre 1689 – Parigi, 13 giugno 1765) è stato un poeta e drammaturgo francese, cantante e scrittore di goguette.

## Opere selezionate

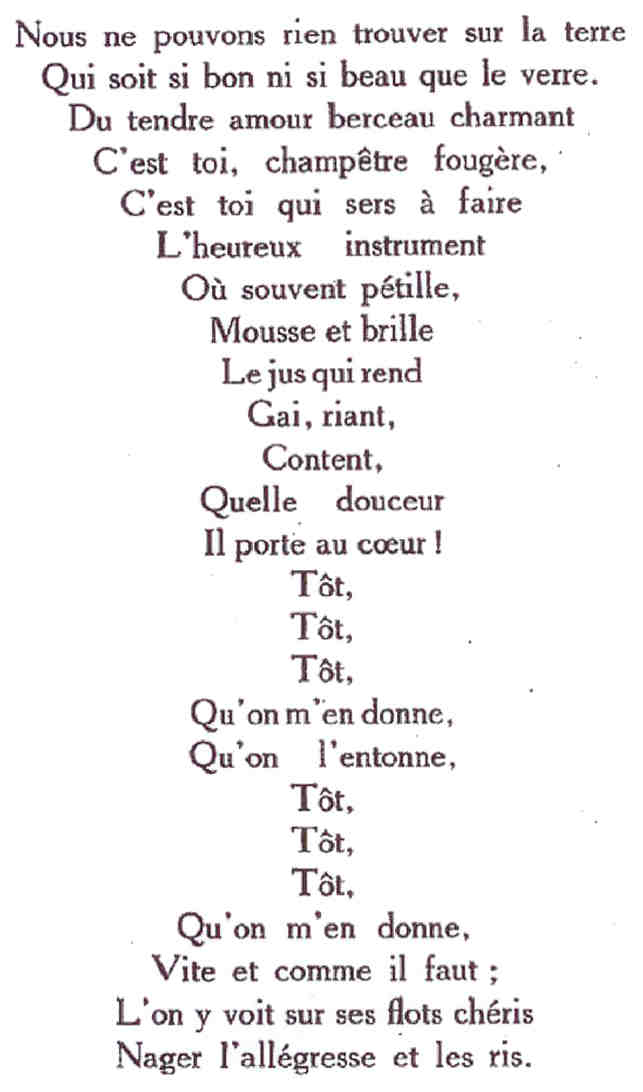
Poema di Panard

- 1731: Le Tour de Carnaval, commedia in un atto in prosa
- 1737: Les Acteurs déplacés, commedia in un atto in prosa
- 1744: Les Fêtes sincères et l'heureux retour, commedia in un atto in versi liberi
- 1744: Pygmalion, opéra comique in un atto
- 1744: Roland, opéra comique in un atto
- 1746: Le Magasin des modernes, opéra comique in un atto
- 1747: L'Impromotu des acteurs, commedia in un atto in versi liberi
- 1747: Les Tableaux, comedy in 1 act in free verse
- 1754: Zéphir et Fleurette, opéra comique in un atto, con Pierre Laujon e Charles-Simon Favart, (parodia di Zélindor di François-Augustin de Paradis de Moncrif)
- 1757: Le Nouvelliste dupé, opéra comique in un atto
- 1762: L'Écosseuse, opéra comique in un atto, con Louis Anseaume, (parodia di L'Écossaise di Voltaire)

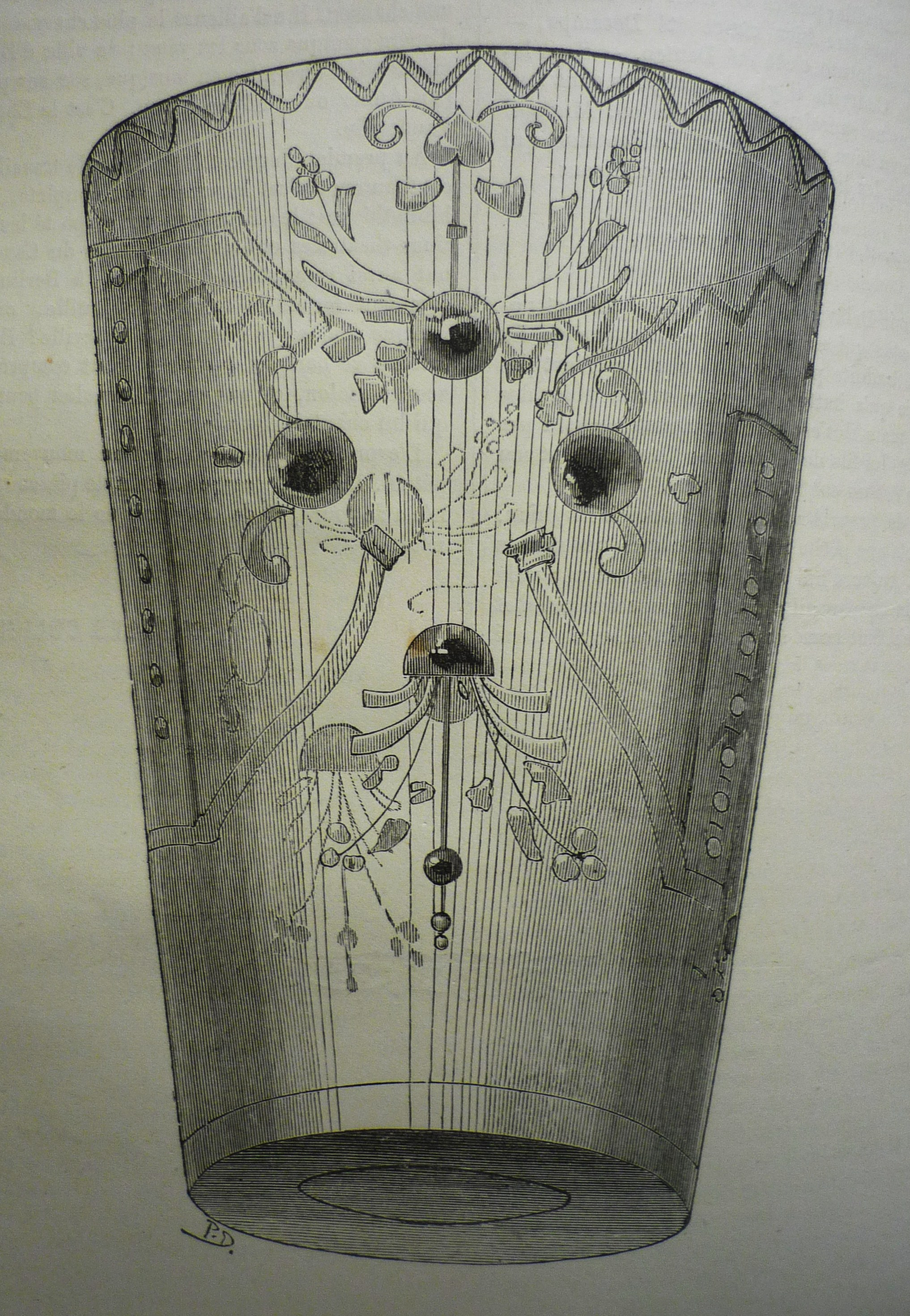
Bicchiere di Panard, iconica reliquia della Société du Caveau